# 3970-es busz
A 3970-es jelzésű autóbuszvonal egy Tiszaújváros, MOL – Tiszaújváros, aut. áll. – Sajóörös – Sajószöged – Tiszaújváros, aut. áll. útvonalon közlekedő helyközi (kör)járat, amelyet a Volánbusz Zrt. üzemeltet.

## Útvonala

### 1.
Tiszaújváros MOL autóbusz-váróteremtől indul. Egyik fele érinti a művelődési házat, másik céljáratként viselkedik. Végállomása az autóbusz-állomás.
- vonalhossz: 2.2–2.5 km
- megállóhelyei: 1–3 db
- menetideje: 3–7 perc

### 2.
Tiszaújváros MOL autóbusz-váróteremtől indul. 4–7 percen belül éri el az autóbusz-állomást. Elsősorban a Tesco áruházat érinti, majd azt követi a szomszédos Sajóörös. Keresztezi a falut, ezután Sajószöged található. Mindössze egy apró darabkáján közlekedik, a 35-ös főúton vissza is hajt a tiszaújvárosi állomásra.
- vonalhossz: 12.4–12.7 km
- megállóhelyei: 8–11 db
- menetideje: 23–26 perc

### 3.
Tiszaújváros autóbusz-állomásról indul. Elsősorban a Tesco áruházat érinti, majd azt követi a szomszédos Sajóörös. Keresztezi a falut, ezután Sajószöged található. Egyetlen esetben a település iskolájához is kitér. Ezen kívül mindössze egy apró darabkáján közlekedik, a 35-ös főúton vissza is hajt a tiszaújvárosi állomásra.
- vonalhossz: 10.2–11.0 km
- megállóhelyei: 8–9 db
- menetideje: 18–20 perc

## Közlekedése
| Útvonala                                               | Indításszáma    | Közlekedése               |
| ------------------------------------------------------ | --------------- | ------------------------- |
| T.újváros, MOL – T.újváros, aut. áll.                  | 1 pár           | tanítási napokon          |
| T.újváros, MOL – T.újváros, aut. áll.                  | 1 pár           | munkanapokon              |
| T.újváros, MOL – Sajóörös – T.újváros, aut. áll.       | 1 oda           | tanítási napokon          |
| T.újváros, MOL – Sajóörös – T.újváros, aut. áll.       | 1 oda, 2 vissza | munkanapokon              |
| T.újváros, aut. áll. – Sajóörös – T.újváros, aut. áll. | 3 pár           | tanítási napokon          |
| T.újváros, aut. áll. – Sajóörös – T.újváros, aut. áll. | 2 pár           | tanszünetben munkanapokon |
| T.újváros, aut. áll. – Sajóörös – T.újváros, aut. áll. | 2 oda           | szombaton                 |
| T.újváros, aut. áll. – Sajóörös – T.újváros, aut. áll. | 1 oda           | vasárnap                  |

## Megállóhelyei
| [1] – A megállót érinti: 1-es variáció [2] – A megállót érinti: 2-es variáció [3] – A megállót érinti: 3-as variáció |                                                     |         | |
| 0 | Tiszaújváros, MOL autóbusz-váróterem végállomás     | 0.0 km  | 1450 3731, 3733, 3737, 3745, 3952, 3960, 3963, 3964, 3965, 3966, 3968, 3971, 3975, 4008, 4240, 4484                                                                               |
| 1 | Tiszaújváros, bejárati út                           | 1.3 km  | 2 1369, 1370, 1372, 1410, 1426, 1427, 1428, 1450 3731, 3733, 3737, 3739, 3744, 3745, 3952, 3960, 3963, 3964, 3965, 3966, 3968, 3971, 3975, 4008, 4240, 4241, 4484                 |
| 2 | Tiszaújváros, művelődési ház                        | 1.7 km  | 2, 3 3731, 3733, 3737, 3739, 3744, 3745, 3952, 3960, 3963, 3965, 3966, 3968, 3971, 3975, 4008, 4240, 4241, 4484                                                                   |
| 3 | Tiszaújváros, autóbusz-állomás vonalközi végállomás | 2.5 km  | 1, 1A, 2, 3 1055, 1374, 1426, 1427, 1428 3731, 3733, 3737, 3739, 3744, 3745, 3752, 3952, 3960, 3963, 3965, 3966, 3967, 3968, 3969, 3971, 3974, 3975, 4008, 4009, 4240, 4241, 4484 |
| 4 | Tiszaújváros, Tesco                                 | 3.4 km  | 2, 3 3734, 3737, 3739, 3744, 3745, 3752, 3966, 3967, 3968, 3969, 3971 |
| 5 | Sajóörös, autóbusz-váróterem                        | 6.2 km  | 3734, 3739, 3752, 3968, 3969 |
| 6 | Sajóörös, Fő út 6.                                  | 6.7 km  | 3734, 3739, 3752, 3968, 3969 |
| 7 | Sajóörös, újtelep                                   | 7.3 km  | 3734, 3739, 3752, 3968, 3969 |
| 8 | Sajószöged, újtelep                                 | 8.4 km  | 3734, 3739, 3752, 3968, 3969 |
| 9 | Sajószöged, gyógyszertár                            | 8.9 km  | 3734, 3739, 3752, 3968, 3969 |
| 10 | Sajószöged, iskola                                  | 9.4 km  | 1369, 1370, 1372, 1426, 1427, 1428 3734, 3737, 3739, 3744, 3745, 3752, 3966, 3967, 3968, 3969, 3971, 4009                                                                         |
| 11 | Sajószöged, szabadidőpark                           | 10.1 km | 1370 3737, 3744, 3745, 3966, 3967, 3971, 4009 |
| 12 | Tiszaújváros, autóbusz-állomás végállomás           | 13.5 km | 1, 1A, 2, 3 1055, 1374, 1426, 1427, 1428 3731, 3733, 3737, 3739, 3744, 3745, 3752, 3952, 3960, 3963, 3965, 3966, 3967, 3968, 3969, 3971, 3974, 3975, 4008, 4009, 4240, 4241, 4484 |